# Bengaluru FC
Câu lạc bộ bóng đá Bengaluru là một câu lạc bộ bóng đá chuyên nghiệp Ấn Độ có trụ sở tại Bengaluru, Karnataka. Câu lạc bộ thi đấu với tư cách là thành viên của Indian Super League, một trong những giải đấu hàng đầu của bóng đá Ấn Độ . Câu lạc bộ được thành lập vào ngày 20 tháng 7 năm 2013 và bắt đầu mùa giải cạnh tranh đầu tiên của họ tại I-League một vài tháng sau đó vào ngày 22 tháng 9 năm 2013. Kể từ khi thành lập, câu lạc bộ đã giành được ba danh hiệu vô địch, bao gồm một trong mùa giải đầu tiên của họ, hai danh hiệu Cúp Liên đoàn và một chức vô địch Siêu cúp. Họ là những nhà vô địch hiện tại của mùa giải 2018-19 đánh bại FC Goa trong một bộ phim kinh dị của một cuộc thi.
Câu lạc bộ được sở hữu và điều hành bởi Tập đoàn JSW Mumbai và giám đốc điều hành Sajjan Jindal.  Bengaluru đã chơi mọi trận đấu trên sân nhà tại Sân vận động Sree Kanteerava kể từ đầu mùa giải 201415. Mặc dù chỉ chơi bốn mùa ở I-League, câu lạc bộ được coi là một trong những câu lạc bộ kiểu mẫu của bóng đá Ấn Độ. Bengaluru đã thu hút được sự khen ngợi vì đã mang đến một cảm giác chuyên nghiệp mới cho bóng đá Ấn Độ, bao gồm cả việc sử dụng các thiết bị trên sân nhằm giúp thể lực của cầu thủ. Câu lạc bộ cũng được biết đến với lượng người hâm mộ của họ, bao gồm nhóm ủng hộ, West Block Blues, người nổi tiếng là một trong những người hâm mộ cuồng nhiệt và cuồng nhiệt nhất ở Ấn Độ.
Bengaluru đã chơi trận khai mạc vào ngày 22 tháng 9 năm 2013, kiếm được 1 trận hòa11 trước Mohun Bagan trong giải đấu. Câu lạc bộ sẽ tiếp tục giành I-League trong mùa giải đầu tiên của họ và sau đó hai mùa giải nữa vào năm 20151616. Cùng với hai chức vô địch, Bengaluru cũng giành được hai Cup Liên đoàn vào năm 2015 và 2017. Từ năm 2015 đến 2018, câu lạc bộ cũng đại diện cho Ấn Độ tham gia thi đấu câu lạc bộ châu Á, thi đấu tại AFC Cup trong bốn năm liên tiếp. Trong AFC Cup 2016, Bengaluru đã lọt vào trận chung kết nơi họ thua 1 trận0 trước Al-Quwa Al-Jawiya của Iraq.
Từ mùa giải 20171818, Bengaluru FC đã tham gia Indian Super League và giành được danh hiệu đầu tiên của họ trong mùa giải 2018-19 đánh bại FC Goa 1-0 trong trận chung kết diễn ra vào ngày 17 tháng 3 năm 2019.

## Cầu thủ

### Đội hình đội một
Tính đến ngày 4 tháng 6 năm 2019 
| No. |           | Position | Player                  |
| --- | --------- | -------- | ----------------------- |
| 1   | India     | GK       | Gurpreet Singh Sandhu   |
| 2   | India     | DF       | Rahul Bheke             |
| 3   | Spain     | DF       | Albert Serrán           |
| 4   | India     | DF       | Sairuat Kima            |
| 5   | Spain     | DF       | Juanan                  |
| 6   | Australia | MF       | Erik Paartalu           |
| 7   | Venezuela | FW       | Miku                    |
| 8   | India     | MF       | Kean Lewis              |
| 9   | Spain     | MF       | Luisma                  |
| 10  | India     | DF       | Harmanjot Khabra        |
| 11  | India     | FW       | Sunil Chhetri (captain) |
| 13  | India     | DF       | Rino Anto               |
| 14  | Spain     | MF       | Dimas Delgado           |
| 15  | India     | MF       | Bidyananda Singh        |

| No. |       | Position | Player                 |
| --- | ----- | -------- | ---------------------- |
| 18  | India | FW       | Thongkhosiem Haokip    |
| 19  | Spain | MF       | Xisco Hernández        |
| 21  | India | FW       | Udanta Singh           |
| 22  | India | DF       | Nishu Kumar            |
| 23  | India | GK       | Soram Poirei           |
| 24  | Spain | MF       | Álex Barrera           |
| 26  | India | DF       | Asheer Akhtar          |
| 32  | India | GK       | Aditya Patra           |
| 33  | India | DF       | Gursimrat Singh Gill   |
| 35  | India | MF       | Ajay Chhetri           |
| 36  | India | MF       | Altamash Sayed         |
| 37  | India | FW       | Edmund Lalrindika      |
| —   | India | GK       | Prabhsukhan Singh Gill |
| —   | India | MF       | Suresh Singh Wangjam   |

### Cho mượn
| No. |        | Position | Player                        |
| --- | ------ | -------- | ----------------------------- |
| —   | Bhutan | FW       | Chencho Gyeltshen (to NEROCA) |

## Nhân viên kỹ thuật hiện tại
| Chức vụ                                                          | Tên                             |
| ---------------------------------------------------------------- | ------------------------------- |
| Huân luyện viên trưởng                                           | liên_kết=\|viền Carles Cuadrat  |
| Trợ lí huấn luyện viên                                           | liên_kết=\|viền Gerard Zaragoza |
| Trợ lí huấn luyện viên/ </br> Huấn luyện viên trưởng (đội dự bị) | liên_kết=\|viền Naushad Moosa   |
| Huấn luyện viên thủ môn                                          | liên_kết=\|viền Javier Pinillos |
| Huấn luyện viên thể hình                                         | liên_kết=\|viền Mikel Guillén   |

## Ủng hộ
Bengaluru FC được cho là một trong những fan hâm mộ có tiếng nói nhất ở Ấn Độ. Những người hâm mộ được gọi là West Block Blues, được đặt tên như vậy theo West Block A trong Sân vận động bóng đá Bangalore. Các cầu thủ và huấn luyện viên thường thừa nhận sự ủng hộ của người hâm mộ trong thành công và gọi họ là Người đàn ông thứ 12.

## Bảng xếp hạng câu lạc bộ AFC
Tính đến ngày 22 tháng 5 năm 2019. 
| Thứ hạng hiện tại | Quốc gia        | Đội               | Điểm  |
| ----------------- | --------------- | ----------------- | ----- |
| 39                | liên_kết=\|viền | Nasaf Qarshi      | 36,82 |
| 40                | liên_kết=\|viền | Al Gharaha        | 34,87 |
| 41                | liên_kết=\|viền | Bengaluru FC      | 34,63 |
| 42                | liên_kết=\|viền | Al-Nassr FC       | 33,74 |
| 43                | liên_kết=\|viền | Muangthong United | 33,03 |

## Thành tích đội bóng

### Tổng quan
| Mùa      | liên đoàn | Đội | Chức vụ                                             | Cúp Liên đoàn </br> siêu cúp | (Các) cuộc thi của AFC | (Các) cuộc thi của AFC |
| -------- | --------- | --- | --------------------------------------------------- | ---------------------------- | ---------------------- | ---------------------- |
| 20131414 | Liên đoàn | 13  | 1                                                   | Vòng bảng                    | -                      | -                      |
| 20141515 | Liên đoàn | 11  | 2                                                   | Người chiến thắng            | Giải vô địch AFC       | Vòng sơ khảo 1         |
| 20141515 | Liên đoàn | 11  | 2                                                   | Người chiến thắng            | Cúp AFC                | Vòng 16                |
| 20151616 | Liên đoàn | 9   | 1                                                   | Tứ kết                       | Cúp AFC                | Á quân                 |
| 20161717 | Liên đoàn | 10  | 4                                                   | Người chiến thắng            | Giải vô địch AFC       | Vòng sơ khảo 2         |
| 20161717 | Liên đoàn | 10  | 4                                                   | Người chiến thắng            | Cúp AFC                | Chung kết liên vùng    |
| 20171818 | ISL       | 10  | Giải đấu - thứ 1 </br> Playoffs - Á quân            | Người chiến thắng            | Cúp AFC                | Bán kết Interzonal     |
| 2018     | ISL       | 10  | Giải đấu - thứ 1 </br> Playoffs - Người chiến thắng | Tứ kết                       | -                      | -                      |

### Kỷ lục của huấn luyện viên trưởng
Kể từ ngày 17 tháng 3 năm 2019

## Danh hiệu

### Quốc gia

#### Giải đấu
- Indian Super League

Vô địch (1): 2018-19
Á quân (1): 2017-18
- I-League

Vô địch (2): 2013-14, 2015-16 
Á quân (1): 20141515

#### Cúp
- Cúp Liên đoàn

Vô địch (2): 2014-15, 2016-17 
- Siêu cúp bóng đá Ấn Độ

Vô địch (1): 2018

### Châu Á
- Cúp AFC

Á quân (1): 2015-16

## Thành tích trong các cuộc thi AFC
- AFC Champions League: 2 lần ra sân
2015: Vòng sơ khảo 1
2017: Vòng sơ khảo 2
- AFC Cup: 4 lần ra sân
2015: Vòng 16
2016: Á quân
2017: Chung kết liên khu vực
2018: Bán kết liên khu vực